# Oak Hill, Suffolk
Oak Hill är en by i civil parish Hollesley, i distriktet East Suffolk, i grevskapet Suffolk, i England. Byn är belägen 20 km från Ipswich. Byn hade 862 invånare år 2021.